# Federico Redondo
Federico Redondo Solari (Madrid, 18 de janeiro de 2003) é um futebolista hispano-argentino que atua como volante, atualmente joga no Elche.

## Vida e carreira
Redondo nasceu em 18 de janeiro de 2003, em Madrid. Por conta do seu pai, Fernando Redondo, também futebolista, ser argentino, ele optou pela nacionalidade argentina.
Redondo começou nas categorias de base do Argentinos Juniors com 10 anos de idade. Ele assinou o seu primeiro contrato profissional com o Argentinos Juniors em 17 de dezembro de 2021, permanecendo até dezembro de 2023. Redondo jogou sua partida profissional em 11 de julho de 2022, em uma vitória de 2 a 1 contra o Tigre, no Campeonato Argentino daquela temporada. Ele terminou seu contrato no Argentino Juniors com 59 partidas em todas as competições e 2 gols.

### Inter Miami
Em 23 de fevereiro de 2024, Redondo assinou um contrato de 3 anos com o Inter Miami, dos Estados Unidos. O contrato vai até 2027 com opção de renovar até 2028. Ele se juntou ao clube americano sobre a Iniciativa Sub-22, trazido como um substituto de um outro jogador da Iniciativa Sub-22, Facundo Farías. A transferência estava condicionada ao recebimento bem-sucedido de seu Certificado de Transferência Internacional (ITC) e visto P-1 , formalidades necessárias para jogadores que se deslocam entre países e competem nos Estados Unidos, respectivamente.

## Carreira internacional
Redondo é um jovem internacional pela Argentina, tendo representado a seleção sub-20 em maio de 2022.
Em 10 de janeiro de 2024, Redondo foi convocado pela Seleção Olímpica da Argentina para participar do Torneio Pré-Olímpico CONMEBOL.

## Estilo de jogo
Redondo geralmente joga como um volante ou um número cinco na frente da linha de fundo, mas normalmente opera como um armador recuado no meio campo, devido ao seu passe, visão, técnica, posicionamento e sua habilidade de ditar o ritmo de jogo de sua equipe, o que lhe permite conectar a sua defesa e o ataque de forma eficaz após recuperar a posse de bola. Considerado um jovem jogador e elegante e promissor pela imprensa, seu estilo de jogo, leitura de jogo, altura e físico levaram a especialistas compararem com o seu pai, Fernando, bem como ao meio-campista Sergio Busquets.

## Vida pessoal
Redondo nasceu na Espanha e é descendente de argentinos, Redondo optou pela nacionalidade argentina. Seu pai, Redondo, atuou na mesma posição que ele, principalmente no Real Madrid, no Milan e na seleção Argentina. Seu irmão, Fernando Redondo Solari, também foi um futebolista profissional. Por meio de sua mãe, ele é neto do ex-futebolista Jorge Solari, bem como sobrinho de Santiago Solari, que também jogou pelo Real Madrid, e Esteban Solari.